# مركز الجماعة (المركز)
مركز الجماعة هو دُوَّار يقع بجماعة سيدي أحمد العروسي، إقليم السمارة، جهة العيون الساقية الحمراء في المملكة المغربية. ينتمي الدوّار لمشيخة المركز التي تضم دوار واحد. يقدر عدد سكانه بـ 1593 نسمة حسب الإحصاء الرسمي للسكان والسكنى لسنة 2004.

## روابط خارجية
- البوابة الوطنية للجماعات الترابية نسخة محفوظة 12 مارس 2018 على موقع واي باك مشين.
- المندوبية السامية للتخطيط